# Єкора (Алава)
Єкора (баск. Ekora, ісп. Yécora, офіційна назва Yécora/Iekora) — муніципалітет в Іспанії, у складі автономної спільноти Країна Басків, у провінції Алава. Населення — 305 осіб (2009).
Муніципалітет розташований на відстані близько 260 км на північний схід від Мадрида, 35 км на південний схід від Віторії.

## Демографія
Динаміка населення (INE ):

## Галерея зображень

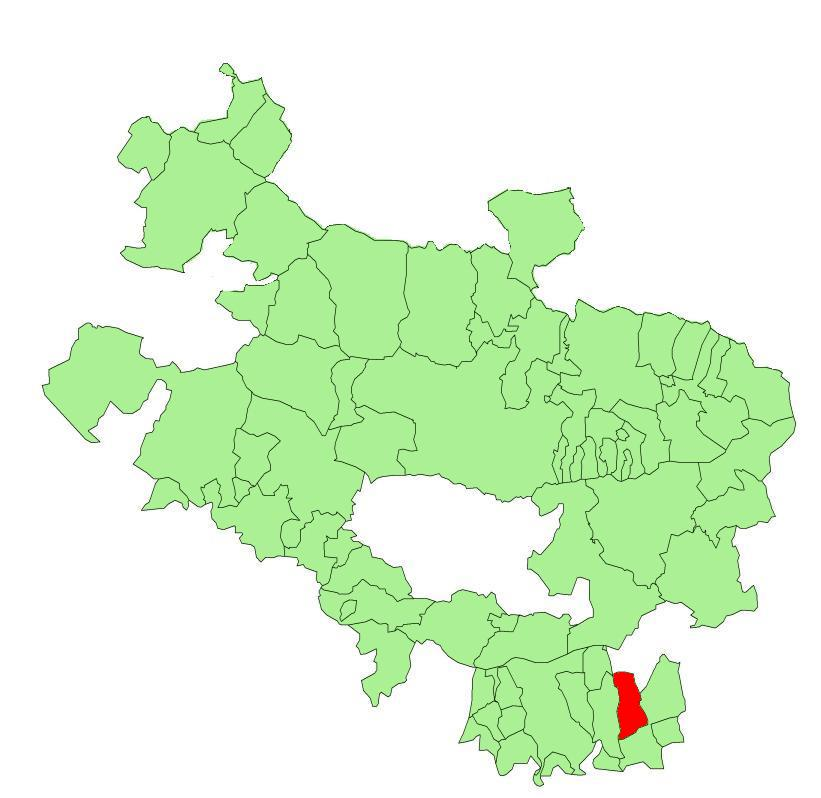
Розташування муніципалітету
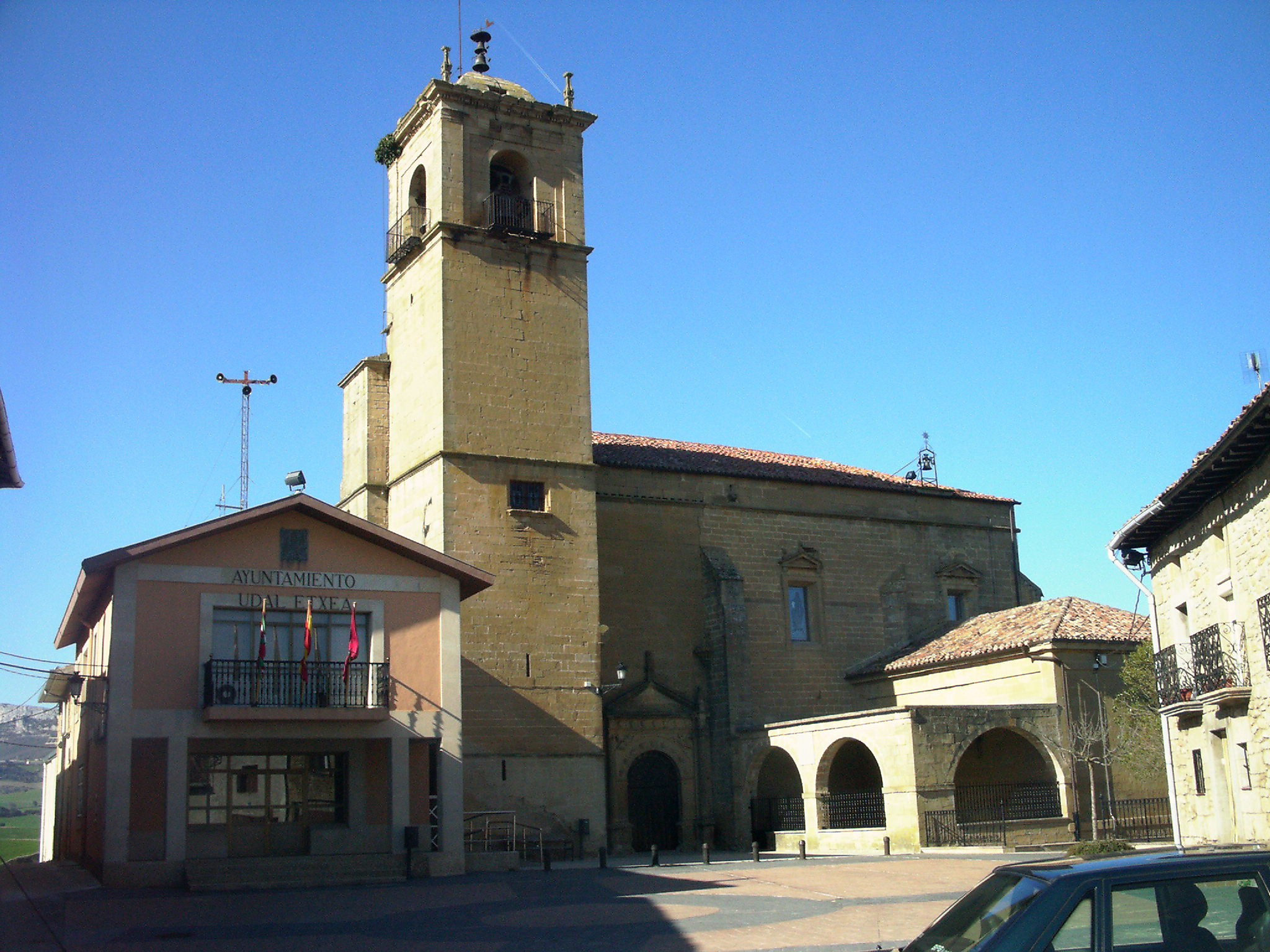
Церква Сан-Хуан-Баутіста і муніципальна рада